# Туркина, Юлия Андреевна
Ю́лия Андре́евна Ту́ркина (1921—2022) ― советская и российская пианистка, профессор Московской консерватории, Народная артистка Российской Федерации (1997).

## Биография
Родилась 2 сентября 1921 в Москве.
В 1940 окончила Центральную музыкальную школу при Московской консерватории в классе профессора В. Н. Аргамакова. В 1947 году окончила Московскую консерваторию, училась также у Аргамакова.
В дуэте с сестрой Галиной стала лауреатом Всесоюзного смотра молодых исполнителей в 1943 году. Окончив консерваторию, сёстры Туркины единственными в стране получили квалификацию «пианисты-солисты» и «пианисты-ансамблисты».
Их фортепианный дуэт дал более 6000 концертов. На звукозаписывающей фирме «Мелодия» были записаны 5 дисков-гигантов; более 80 сочинений — на Телевидении и радио СССР.
С 1947 года сёстры Туркины служили в Московской филармонии, где были солистками. Они выступали в главных залах Москвы, гастролировали во многих городах бывшего СССР, за рубежом — с сольными программами, с камерными ансамблями и симфоническими оркестрами.
Газета «Valley news» после их гастролей в США в 1994 писала:

«Туркины играют в русском стиле XIX столетия в духе Рубинштейна и Горовица. Это традиция сильного экспрессивного исполнения, традиция, которая сейчас исчезает».
С 1944 по 1954 год Юлия вела класс фортепианного ансамбля в училище имени Ипполитова-Иванова. С 1954 по 2018 год преподавала в Московской консерватории на кафедре общего фортепиано, в 1997 году получила звание профессора. Её учениками были свыше 300 студентов-вокалистов, многие из них стали известными артистами — лауреатами международных конкурсов, солистами Большого театра, МАМТа, других оперных театров страны, филармоний (среди них: А. Лошак, Н. Сторожев, Н. Решетняк, Р. Редькин, Н. Новоселова, Д. Степанович и др.). Вела мастер-классы в России и США, была председателем и членом жюри конкурсов.
Вместе с сестрой много занималась вопросами методики и практики фортепианного образования, работой над репертуаром для двух фортепиано. Ими были составлены, отредактированы и опубликованы многочисленные сборники фортепианных произведений, отдельные сочинения крупной формы. Они систематизировали репертуар современной музыки для двух фортепиано (в сборниках «Пьесы современных зарубежных композиторов для 2-х фортепиано»; «Пьесы советских композиторов для двух фортепиано»), а также в 4 руки.
В возрасте 90 лет Юлия Андреевна не раз выходила на сцену залов Московской консерватории с сольными выступлениями и в ансамблях с известными музыкантами (виолончелистом А. Загоринским, камерным оркестром «Времена года» и другими).
Умерла 17 февраля 2022 года в Москве. Урна с прахом захоронена в колумбарии на Донском кладбище в Москве рядом с сестрой, народной артисткой Российской Федерации Туркиной Галиной Андреевной (1920—1999).

## Награды и звания
- Орден Дружбы (2009).
- Народная артистка Российской Федерации (1997).
- Заслуженная артистка РСФСР (1979).